# Lijst van voetbalinterlands Noord-Macedonië - Tsjechië
Deze lijst van voetbalinterlands is een overzicht van alle officiële voetbalwedstrijden tussen de nationale teams van Noord-Macedonië (het land speelde tussen 1993 en 2019 onder de naam Macedonië) en Tsjechië. De landen speelden tot op heden vier keer tegen elkaar. De eerste ontmoeting, een vriendschappelijk duel, werd gespeeld in Skopje op 28 februari 2001. De laatste confrontatie, eveneens een vriendschappelijke wedstrijd, vond plaats op 10 juni 2024 in Hradec Králové.

## Wedstrijden
| № | PPlaats        | Datum            | Competitie           | Wedstrijd                  | Uitslag |
| - | -------------- | ---------------- | -------------------- | -------------------------- | ------- |
| 1 | Skopje         | 28 februari 2001 | Vriendschappelijk    | Macedonië – Tsjechië       | 1 – 1   |
| 2 | Skopje         | 17 november 2004 | WK 2006 kwalificatie | Macedonië – Tsjechië       | 0 – 2   |
| 3 | Teplice        | 8 juni 2005      | WK 2006 kwalificatie | Tsjechië – Macedonië       | 6 – 1   |
| 4 | Hradec Králové | 10 juni 2024     | Vriendschappelijk    | Tsjechië − Noord-Macedonië | 2 − 1   |

## Samenvatting
| Competitie        | Totaal gespeeld | Winst Noord-Macedonië | Gelijk | Winst Tsjechië | Doelsaldo Noord-Macedonië – Tsjechië |
| ----------------- | --------------- | --------------------- | ------ | -------------- | ------------------------------------ |
| WK-kwalificatie   | 2               | 0                     | 0      | 2              | 1 − 8                                |
| Vriendschappelijk | 2               | 0                     | 1      | 1              | 2 − 3                                |
| Totaal            | 4               | 0                     | 1      | 3              | 3 − 11                               |

## Details

### Eerste ontmoeting
| |       |                |
| Macedonië | 1 – 1 | Tsjechië       |
| Ǵorǵi Hristov 34' | goals | 42' Pavel Kuka |
| - Debuut van Igor Mitrevski (Spartak Moskou) en Dragan Načevski (FK Vardar) voor Macedonië. - Debuut van Tomáš Ujfaluši (Hamburger SV) voor Tsjechië. |       |                |

### Tweede ontmoeting
|                                                      |       |                                      |
| Macedonië                                            | 0 – 2 | Tsjechië                             |
|                                                      | goals | 88' Vratislav Lokvenc 90' Jan Koller |
| - Debuut van Tomáš Jun (Sparta Praag) voor Tsjechië. |       |                                      |

### Derde ontmoeting
| |       |                  |
| Tsjechië | 6 – 1 | Macedonië        |
| Jan Koller 42' Jan Koller 45' Jan Koller 48' Jan Koller 53' Tomáš Rosický 74' Milan Baroš 87'                        | goals | 14' Goran Pandev |
| - Debuut van Lukáš Zelenka (Sparta Praag) voor Tsjechië. - Debuut van Vlade Lazarevski (FK Napredak) voor Macedonië. |       |                  |

FFM · A-internationals · Bondscoaches · Statistieken · Macedonisch vrouwenelftal · Olympisch elftal · Noord-Macedonië U21 · Noord-Macedonië U20 · Noord-Macedonië U19 · Noord-Macedonië U18 · Noord-Macedonië U17 · Noord-Macedonië U16
1993 – 1999 ·
2000 – 2009 ·
2010 – 2019 ·
2020 − 2029
EK 2020
1993 · 
1994 · 
1995 · 
1996 · 
1997 · 
1998 · 
1999 · 
2000 · 
2001 · 
2002 · 
2003 · 
2004 · 
2005 · 
2006 · 
2007 · 
2008 · 
2009 · 
2010 · 
2011 · 
2012 · 
2013 · 
2014 · 
2015 · 
2016 ·
2017 ·
2018 ·
2019 ·
2020 ·
2021 ·
2022 ·
2023
Albanië ·
Andorra ·
Angola ·
Armenië ·
Australië ·
Azerbeidzjan ·
Bahrein ·
België ·
Bosnië en Herzegovina ·
Bulgarije ·
Canada ·
China ·
Cyprus ·
Denemarken ·
Duitsland ·
Ecuador ·
Egypte ·
Engeland ·
Estland ·
Faeröer ·
Finland ·
Georgië ·
Gibraltar ·
Hongarije ·
Ierland ·
IJsland ·
Iran ·
Israël ·
Italië ·
Jamaica ·
Joegoslavië ·
Kameroen ·
Kazachstan ·
Kosovo ·
Kroatië ·
Letland ·
Libanon ·
Liechtenstein ·
Litouwen ·
Luxemburg ·
Malta ·
Moldavië ·
Montenegro ·
Nederland ·
Nigeria ·
Noorwegen ·
Oekraïne ·
Oman ·
Oostenrijk ·
Paraguay ·
Polen ·
Portugal ·
Qatar ·
Roemenië ·
Rusland ·
Saoedi-Arabië ·
Schotland ·
Servië ·
Slovenië ·
Slowakije ·
Spanje ·
Tsjechië ·
Turkije ·
Verenigde Staten ·
Wales ·
Wit-Rusland · 
Zuid-Korea ·
Zweden
Nederland (2021) · 
Oekraïne (2021) · 
Oostenrijk (2021)
FAČR · A-internationals · Bondscoaches · Selecties · Statistieken · Tsjechisch vrouwenelftal · Olympisch elftal · Tsjechië U21 · Tsjechië U20 · Tsjechië U19 · Tsjechië U18 · Tsjechië U17 · Tsjechië U16
EK 1996 · 
EK 2000 · 
EK 2004 · 
EK 2008 · 
EK 2012 · 
EK 2016 · 
EK 2020
WK 1998 · 
WK 2002 · 
WK 2006 · 
WK 2010 · 
WK 2014 · 
WK 2018 · 
WK 2022
OS 2000
1906 · 1907 · 1908 · 1909 – 1938 · 1939 · 1940 – 1993 · 1994 · 1995 · 1996 · 1997 · 1998 · 1999 · 2000 · 2001 · 2002 · 2003 · 2004 · 2005 · 2006 · 2007 · 2008 · 2009 · 2010 · 2011 · 2012 · 2013 · 2014 · 2015 · 2016 · 2017 · 2018 · 2019 · 2020 · 2021
Albanië ·
Andorra ·
Armenië ·
Australië ·
Azerbeidzjan ·
België ·
Bosnië en Herzegovina ·
Brazilië ·
Bulgarije ·
Canada ·
China ·
Costa Rica ·
Cyprus ·
Denemarken ·
Duitsland ·
Engeland ·
Estland ·
Faeröer ·
Finland ·
Frankrijk ·
Georgië ·
Ghana ·
Griekenland ·
Hongarije ·
Ierland ·
IJsland ·
Israël ·
Italië ·
Japan ·
Joegoslavië ·
Kazachstan ·
Koeweit ·
Kosovo ·
Kroatië ·
Letland ·
Libanon ·
Liechtenstein ·
Litouwen ·
Luxemburg ·
Malta ·
Marokko ·
Mexico ·
Moldavië ·
Montenegro ·
Nederland ·
Nigeria ·
Noord-Ierland ·
Noord-Macedonië ·
Noorwegen ·
Oekraïne ·
Oostenrijk ·
Paraguay ·
Peru ·
Polen ·
Portugal ·
Qatar ·
Roemenië ·
Rusland ·
San Marino ·
Saoedi-Arabië ·
Schotland ·
Servië ·
Slovenië ·
Slowakije ·
Spanje ·
Trinidad en Tobago ·
Turkije ·
Uruguay ·
Verenigde Arabische Emiraten ·
Verenigde Staten ·
Wales ·
Wit-Rusland ·
Zuid-Afrika ·
Zuid-Korea ·
Zweden ·
Zwitserland
Denemarken (2021) · 
Duitsland (1996, 2) · 
Engeland (2021) · 
Ghana (2006) · 
Griekenland (2012) · 
Italië (2006) · 
Kroatië (2016) · 
Kroatië (2021) · 
Nederland (2021) · 
Polen (2012) · 
Portugal (2008) · 
Portugal (2012) · 
Rusland (2012) · 
Schotland (2021) · 
Spanje (2016) · 
Turkije (2008) · 
Verenigde Staten (2006) ·
Zwitserland (2008)